# Jacques-Ignace Parrocel
Jacques-Ignace Parrocel, född 1667 i Avignon, död 1722 i Mons, var en fransk konstnär. Han var bror till Pierre Parrocel och brorson till Joseph Parrocel samt far till Étienne Parrocel.
Parrocel var verksam i Wien som bataljmålare och har särskilt skildrat prins Eugen av Savojen.